# Basiliek van het Nationaal Heiligdom van de Onbevlekte Ontvangenis
De Basiliek van het Nationaal Heiligdom van de Onbevlekte Ontvangenis (Engels: Basilica of the National Shrine of the Immaculate Conception) is een rooms-katholieke basiliek in de Amerikaanse hoofdstad Washington D.C. Het bouwwerk is de grootste katholieke kerk in de Verenigde Staten en is na het Washington Monument het hoogste bouwwerk van de stad. De kerk staat aan Michigan Avenue in het noordoosten van de stad op een stuk land dat is gedoneerd door de Katholieke Universiteit van Amerika.

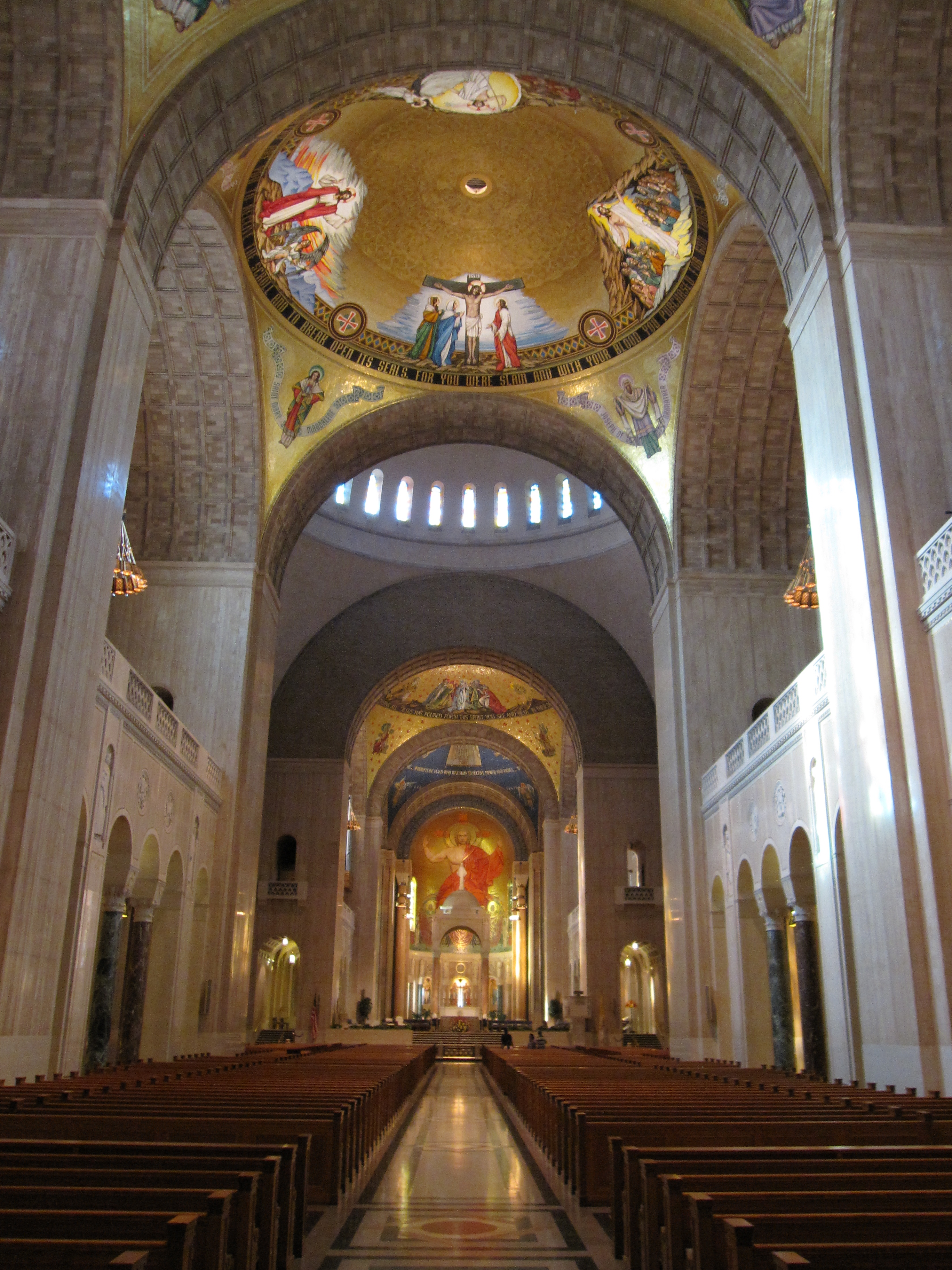
Interieur van de basiliek. De mozaïeken werden pas in 2006 voltooid.

## Geschiedenis
In 1847 verklaarde paus Pius IX de Onbevlekte Ontvangenis van Maria officieel tot patroonheilige van de Verenigde Staten. Vanaf dat moment ontstond bij Amerikaanse katholieken het idee om ter ere van de patroonheilige een heiligdom op te richten. Uiteindelijk besloot bisschop Thomas Joseph Shahan om het heiligdom in Washington D.C. te bouwen. Hij vroeg in 1913 paus Pius X om toestemming. De paus reageerde enthousiast, maar pas in 1920 werd begonnen met de bouw. Het neobyzantijns-romaanse ontwerp was afkomstig van de architecten Charles Donagh Maginnis en Timothy Walsh. De Grote Depressie van de jaren dertig bracht de bouw tot stilstand en pas na de Tweede Wereldoorlog werd er weer gebouwd. De nog niet geheel voltooide basiliek werd op 20 november 1959 onder grote belangstelling ingewijd.
De kerk werd op 12 oktober 1990 door paus Johannes Paulus II verheven tot basilica minor
Tijdens zijn bezoek aan de Verenigde Staten in 2008 schonk paus Benedictus XVI een Gouden Roos aan de basiliek. Paus Franciscus verklaarde in de basiliek Junípero Serra heilig op 23 september 2015.